# Kup maršala Tita
Kup maršala Tita bilo je nogometno kup natjecanje u bivšoj Jugoslaviji. Igrao se od 1947. do 1991. godine, kada je posljednji put dodijeljen prijelazni srebrni pokal, koji se danas nalazi u vitrinama posljednjeg pobjednika, splitskog Hajduka. To je bio posljednji kup Jugoslavije koji je nosio ime maršala Tita. Za kup 1991./92. hrvatski i slovenski klubovi su bili u ždrijebu, Hrvatska je potpisala tromjesečni moratorij na odluku o osamostaljenju, ali hrvatski i slovenski nogometni savezi odlučili su istupiti iz jugoslavenskih natjecanja i nisu se natjecali u tom kupu. 
Najuspješniji klubovi u Kupu su bili članovi tzv "velike četvorke" (Crvena zvezda, Hajduk, Dinamo i Partizan). Od hrvatskih je momčadi Kup dva puta osvajala i Rijeka, a Varteks je 1960./61. bio finalist.

## Sustav natjecanja
U Kupu maršala Tita do 1/16 finala igrala se samo jedna utakmica, a nakon toga do finala igrale po dvije utakmice.
Finala su se većinom, premda ne u pravilu, igrala na Stadionu JNA u Beogradu, koji je, prema zamislima NSJ, trebao postati "jugoslavenski Wembley". Do 1969. godine pravila su predviđala jednu finalnu utakmicu u Beogradu. Izuzetak su bile 1950. i 1951. godina, kada su igrane dvije utakmice, te u sezoni 1966./67., kada je finale odigrano u Splitu. Od 1969. do 1988. godine igrale su se dvije finalne utakmice u slučaju da je jedan od finalista bio iz Beograda, a uzvrat se igrao u Beogradu, da bi se pravilo jedne finalne utakmice ponovo primjenjivalo od 1988. godine. 
Do 1955. finale se igralo krajem kalendarske godine, obično oko 29. studenog – Dana Republike, a zatim u svibnju (oko 25. svibnja – Dana mladosti). Po završetku finalne utakmice, na svečanoj ceremoniji pokal je kapetanu pobjedničke momčadi uručivao posebni izaslanik Josipa Broza Tita, obično netko iz vojnog vrha.

## Završnice Kupa maršala Tita
| Godina     | Mjesto odigravanja | Pobjednik           | Rezultat                             | Finalist           |
| ---------- | ------------------ | ------------------- | ------------------------------------ | ------------------ |
| 1947.      | Beograd            | Partizan            | 2:0                                  | Naša krila         |
| 1948.      | Beograd            | Crvena zvezda       | 3:0                                  | Partizan           |
| 1949.      | Beograd            | Crvena zvezda       | 3:2                                  | Naša krila         |
| 1950.      | dvije utakmice     | Crvena zvezda       | 1:1, 3:0                             | Dinamo             |
| 1951.      | dvije utakmice     | Dinamo              | 2:0, 2:0                             | Vojvodina          |
| 1952.      | Beograd            | Partizan            | 6:0                                  | Crvena zvezda      |
| 1953.      | Beograd            | BSK (Beograd)       | 2:0                                  | Hajduk             |
| 1954.      | Beograd            | Partizan            | 4:1                                  | Crvena zvezda      |
| 1955.      | Beograd            | BSK (Beograd)       | 2:0                                  | Hajduk             |
| 1956./57.  | Beograd            | Partizan            | 5:3                                  | Radnički (Beograd) |
| 1957./58.  | Beograd            | Crvena zvezda       | 4:0                                  | Velež              |
| 1958./59.  | Beograd            | Crvena zvezda       | 3:1                                  | Partizan           |
| 1959./60.  | Beograd            | Dinamo              | 3:2                                  | Partizan           |
| 1960./61.  | Beograd            | Vardar              | 2:1                                  | Varteks            |
| 1961./62.  | Beograd            | OFK Beograd         | 4:1                                  | Spartak            |
| 1962./63.  | Beograd            | Dinamo              | 4:1                                  | Hajduk             |
| 1963./64.  | Beograd            | Crvena zvezda       | 3:0                                  | Dinamo             |
| 1964./65.  | Beograd            | Dinamo              | 2:1                                  | Budućnost          |
| 1965./66.  | Beograd            | OFK Beograd         | 6:2                                  | Dinamo             |
| 1966./67.  | Split              | Hajduk              | 2:1                                  | Sarajevo           |
| 1967./68.  | Beograd            | Crvena zvezda       | 7:0                                  | Bor                |
| 1968./69.  | Beograd            | Dinamo              | 3:3, 3:0 (prva utakmica produžetci)  | Hajduk             |
| 1969./70.  | dvije utakmice     | Crvena zvezda       | 2:2, 1:0 (druga utakmica produžetci) | Olimpija           |
| 1970./71.  | dvije utakmice     | Crvena zvezda       | 4:0, 2:0                             | Sloboda            |
| 1971./72.  | Beograd            | Hajduk              | 2:1                                  | Dinamo             |
| 1973.      | dvije utakmice     | Hajduk              | 1:1, 2:1                             | Crvena zvezda      |
| 1974.      | Beograd            | Hajduk              | 1:0                                  | Borac (Banja Luka) |
| 1975./76.  | Beograd            | Hajduk              | 1:0 (produžetci)                     | Dinamo             |
| 1976./77.  | Beograd            | Hajduk              | 2:0 (produžetci)                     | Budućnost          |
| 1977./78.  | Beograd            | Rijeka              | 1:0 (produžetci)                     | Trepča             |
| 1978./79.  | dvije utakmice     | Rijeka              | 2:1, 0:0                             | Partizan           |
| 1979./80.  | dvije utakmice     | Dinamo              | 1:0, 1:1                             | Crvena zvezda      |
| 1980./81.  | Beograd            | Velež               | 3:2                                  | Željezničar        |
| 1981./82.  | dvije utakmice     | Crvena zvezda       | 2:2, 4:2                             | Dinamo             |
| 1982./83.  | Beograd            | Dinamo              | 3:2                                  | Sarajevo           |
| 1983./84.  | dvije utakmice     | Hajduk              | 2:1, 0:0                             | Crvena zvezda      |
| 1984./85.  | dvije utakmice     | Crvena zvezda       | 2:1, 1:1                             | Dinamo             |
| 1985./86.  | Beograd            | Velež               | 3:1                                  | Dinamo             |
| 1986./87.  | Beograd            | Hajduk              | 1:1 (9:8 jedanaesterci)              | Rijeka             |
| 1987./88.  | Beograd            | Borac (Banja Luka)1 | 1:0                                  | Crvena zvezda      |
| 1988./89.  | Beograd            | Partizan            | 6:1                                  | Velež              |
| 1989./90.  | Beograd            | Crvena zvezda       | 1:0                                  | Hajduk             |
| 1990./91.  | Beograd            | Hajduk              | 1:0                                  | Crvena zvezda      |
| 1991./92.* | dvije utakmice     | Partizan            | 1:0, 2:2                             | Crvena zvezda      |

Napomene:
- Naša krila (Zemun) više ne postoje (klub zrakoplovstva JNA)
- BSK i OFK Beograd su danas isti klub – OFK Beograd (poznatiji kao samo OFK)
- Pobjeda Borca iz Banje Luke u finalu 1988. je jedini slučaj kada je drugoligaš postao osvajačem Kupa
- Kup 1990./91. bio je posljednji koji se zvao Kup maršala Tita i zadnji sa sudionicima iz svih republika i pokrajina. Za Kup 1991./92. izvučeni su u ždrijebu hrvatski i slovenski klubovi koji nisu sudjelovali. Klubovi iz Makedonije sudjelovali su do ispadanja u šesnaestini kupa. Klubovi iz BiH sudjelovali su do polufinala, kad je zbog rata Željezničar napustio natjecanje.

### Klubovi – pobjednici i finalisti
| Klub               | Pobjednik                                                                          | Finalist                                               |
| ------------------ | ---------------------------------------------------------------------------------- | ------------------------------------------------------ |
| Crvena zvezda      | 1948., 1949., 1950., 1958., 1959., 1964., 1968., 1970., 1971., 1982., 1985., 1990. | 1952., 1954., 1973., 1980., 1984., 1988., 1991., 1992. |
| Hajduk             | 1967., 1972., 1973., 1974., 1976., 1977., 1984., 1987., 1991.                      | 1953., 1955., 1963., 1969., 1990.                      |
| Dinamo             | 1951., 1960., 1963., 1965., 1969., 1980., 1983.                                    | 1950., 1964., 1966., 1972., 1976., 1982., 1985., 1986. |
| Partizan           | 1947., 1952., 1954., 1957., 1989., 1992.                                           | 1948., 1959., 1960., 1979.                             |
| BSK/OFK Beograd    | 1953., 1955., 1962., 1966.                                                         |                                                        |
| Velež              | 1981., 1986.                                                                       | 1958., 1989.                                           |
| Rijeka             | 1978., 1979.                                                                       | 1987.                                                  |
| Borac (Banja Luka) | 1988.                                                                              | 1974.                                                  |
| Vardar             | 1961.                                                                              |                                                        |
| Naša krila (Zemun) |                                                                                    | 1947., 1949.                                           |
| Budućnost          |                                                                                    | 1965., 1977.                                           |
| Sarajevo           |                                                                                    | 1967., 1983.                                           |
| Vojvodina          |                                                                                    | 1951.                                                  |
| Radnički (Beograd) |                                                                                    | 1957.                                                  |
| Varteks            |                                                                                    | 1961.                                                  |
| Spartak            |                                                                                    | 1962.                                                  |
| Bor                |                                                                                    | 1968.                                                  |
| Olimpija           |                                                                                    | 1970.                                                  |
| Sloboda            |                                                                                    | 1971.                                                  |
| Trepča             |                                                                                    | 1978.                                                  |
| Željezničar        |                                                                                    | 1981.                                                  |

## Uspješnost po republikama i pokrajinama
| Rep./AP                                  | osvajač                                  | doprvak                                  | ukupno                                   | klubovi                                                          |                                          |
| Ukupno prvaci i doprvaci (1945. – 1991.) | Ukupno prvaci i doprvaci (1945. – 1991.) | Ukupno prvaci i doprvaci (1945. – 1991.) | Ukupno prvaci i doprvaci (1945. – 1991.) | Ukupno prvaci i doprvaci (1945. – 1991.)                         | Ukupno prvaci i doprvaci (1945. – 1991.) |
| ---------------------------------------- | ---------------------------------------- | ---------------------------------------- | ---------------------------------------- | ---------------------------------------------------------------- | ---------------------------------------- |
| SR Hrvatska                              | 18                                       | 15                                       | 33                                       | Hajduk, Dinamo, Rijeka, Varteks                                  |                                          |
| SR BiH                                   | 3                                        | 7                                        | 10                                       | Željezničar, Sarajevo, Velež, Sloboda, Borac (BL)                |                                          |
| uža SR Srbija                            | 22                                       | 16                                       | 38                                       | C. zvezda, Partizan, OFK Beograd, Bor, Radnički (BG), Naša krila |                                          |
| SR Slovenija                             | –                                        | 1                                        | 1                                        | Olimpija                                                         |                                          |
| SAP Vojvodina                            | –                                        | 2                                        | 2                                        | Vojvodina, Spartak                                               |                                          |
| SR Crna Gora                             | –                                        | 2                                        | 2                                        | Budućnost                                                        |                                          |
| SR Makedonija                            | 1                                        | –                                        | 1                                        | Vardar                                                           |                                          |
| SAP Kosovo                               | –                                        | 1                                        | 1                                        | Trepča                                                           |                                          |

## Vanjske poveznice
- Cjelokupna statistika Kupa maršala Tita (engl.)
- exyufudbal.in.rs, Kupovi Jugoslavije u nogometu  Arhivirana inačica izvorne stranice od 20. studenoga 2016. (Wayback Machine)